# مبادرة مستقبل الاستثمار
مبادرة مستقبل الاستثمار (بالإنجليزية: Future investment Initiative) ويعرف أيضُا بشكل غير رسمي دافوس في الصحراء (بالإنجليزية: Davos in the desert) وهي فعاليات اقتصادية على مستوى عالمي تقام في العاصمة السعودية الرياض، وتحت إدارة صندوق الاستثمارات العامة. وتحولت المبادرة في العام 2019 بأمر ملكي إلى مؤسسة أهلية تعرف باسم «مؤسسة مبادرة مستقبل الاستثمار» وتكون ذات شخصية اعتبارية، وتتمتع بالاستقلال المالي والإداري، وغير هادفة للربح ولها الأهلية الكاملة، ويكون مقرها الرئيس في العاصمة الرياض، ويفتح لها فروع داخل المملكة وخارجها.
إنطلقت أول نسخة في 24 إلى 26 أكتوبر 2017. وإنطلقت النسخة الثانية في 23 إلى 25 أكتوبر 2018. والهدف منها المساعدة في جذب رؤوس أموال أجنبية بمليارات الدولارات في إطار إصلاحات غرضها إنهاء اعتماد السعودية على صادرات النفط ولتحقيق أهداف رؤية السعودية 2030.
وتركزت المبادرة بشكل رئيسي وأساسي على توفير منصة لحوار موضوعي بقيادة ما يزيد على 170 متحدثاً ينتمون إلى أكثر من 20 دولة من بينها السعودية، الولايات المتحدة الأميركية، الصين، اليابان، كوريا الجنوبية وألمانيا، بريطانيا، دولة الإمارات العربية المتحدة وغيرهم. لبحث توجهات الاستثمار العالمية الحالية على المدى الطويل بأكثر من 10 قطاعات وأنشطة اقتصادية (التعليم، التصنيع، الخدمات، الترفيه، تكنولوجيا المعلومات، الفضاء، المالية والأسهم الخاصة، النقل، وغيرها)، بحيث يكون الهدف الأساسي هو استكشاف الفرص لتحقيق عائدات مستدامة طويلة المدى ذات أثر إيجابي ودائم.
وتناقش مبادرة مستقبل الاستثمار في السعودية عددا من القضايا المهمة، من أبرزها دور الاستثمار في تحفيز فرص النمو، وتعزيز الابتكار إضافة إلى مواجهة التحدّيات العالمية، بمشاركة واسعة من الخبراء والرياديين عبر العالم. كما تناقش المبادرة قضايا متعددة تقع تحت عنوان اقتصاد المستقبل، في مجالات الذكاء الصناعي والتحول الرقمي والعملات المشفرة وغيرها.

## نسخة 2017
المبادرة الأولى التي شارك فيها أكثر من 2500 شخصية رائدة في مجال الأعمال من أكثر من 60 دولة حول العالم، وشهدت إطلاق عدد من المشاريع الاستثمارية، مثل مشروع مدينة نيوم، كما شهدت إطلاق صندوق الاستثمارات العامة برنامجه للفترة 2018-2020، والذي يعد واحدا من 12 برنامجا لتحقيق رؤية 2030، وتميزت هذه المبادرة بحضور الذكاء الاصطناعي متمثلا في تواجد الروبوتات «صوفيا» و «بيبر»، في إشارة إلى مستقبلية مدينة نيوم التي ستحتضن صناعات من هذا النوع، كما تم خلالها توقيع عدد من الاتفاقيات ومذكرات التفاهم والشراكات مع عدد من الجهات العالمية مثل صندوق رؤية سوفت بنك حول خطةالطاقة الشمسية 2030, وشركة بلاكستون لتنفيذ أعمال جديدة، ومجموعة فيرجن وبلاك روك.

## نسخة 2018
بحسب بيان صحفي لصندوق الاستثمارات العامة السعودي؛ فقد تأكد حضور أكثر من 120 متحدثاً يمثلون أكثر من 140 مؤسسة مختلفة، إضافة إلى شراكات مع 17 مؤسسة عالمية سيسلطون الضوء على دور الاستثمار في تحفيز فرص النمو وتعزيز الابتكار، إضافة إلى مواجهة التحديات العالمية، بمشاركة آلاف المهتمين، والمتخصصيين، ورجال الأعمال، وشخصيات اقتصادية من مختلف دول العالم، في إطار جدول أعمال يتضمن أكثر من 40 جلسة، ونقاشات مفتوحة، وورش عمل.
شارك في الفعاليات شخصيات سياسية بارزة، مثل: نائب رئيس دولة الإمارات العربية المتحدة الشيخ محمد بن راشد آل مكتوم، ورئيس الوزراء الباكستاني عمران خان، وملك الأردن عبد الله الثاني بن الحسين، وولي عهد مملكة البحرين الأمير سلمان بن حمد آل خليفة. ونائب رئيس مجلس الوزراء بجمهورية إثيوبيا دمقه مكونن حسن، وماكي سال رئيس جمهورية السنغال، وعلي بونغو أونديمبا رئيس جمهورية الغابون، ورئيس وزراء الجمهورية اللبنانية سعد الحريري. كذلك شخصيات اقتصادية بارزة، مثل: ستيفن منوشين وزير الخزانة الأمريكي، وباتريك بويان الرئيس التنفيذي لشركة توتال الفرنسية، وكيريل ديمترييف رئيس صندوق الاستثمار المباشر الروسي، ونايف الحجرف وزير المالية الكويتي، ورانيا نشار الرئيس التنفيذي لبنك سامبا، ولبنى العليان، وخالد الرميحي الرئيس التنفيذي لمجلس التنمية الاقتصادية البحريني، وكين مويلس الرئيس التنفيذي لمويلس أند كومباني، وأندريه كوستين مدير بنك في تي بي، وأليخاندرو عجاج كذاك رؤساء شركات وبنوك، مثل: ترافيجورا لتجارة السلع الأولية، وتوتال وهيونداي، وبيكر هيوز، وتاس القابضة، موانئ دبي العالمية، وبنك الصين الدولي، وفيريتي، وشلمبرجير، وغيرها.
يذكر أن عددًا من الشخصيات والشركاء الاقتصاديّين ألغوا مشاركة في مبادرة مستقبل الاستثمار على خلفية قضية الصحفي السعودي جمال خاشقجي في تركيا. منهم:"فورد، وأوبر، وفيرجن، وكذلك شركات إعلامية مثل بلومبرغ، وسي أن أن، وفاينانشيال تايمز، وسي إن بي سي وأيضا أعلنت أستراليا انسحاب ممثليها من المؤتمر. كذلك وزير الخزانة البريطاني فيليب هاموند، ووزير المالية الفرنسي برونو لو مير، والمديرة العامة لصندوق النقد الدولي كريستين لاغارد، والرئيس التنفيذي لشركة سيمينز جوي كايزر، وودارا خسروشاهي رئيس بنك إتش إس بي سي ولكن قام البنك بارسال وفد للفعاليات، ورئيس بلاك روك جون فلينت، كذلك غاب جيمي ديمون رئيس جي بي مورغان تشيس ولكن تم إرسال وفد للفعاليات، وغاب أيضا أوريك سبيسهوفر الرئيس التنفيذي لـ إيه بي بي، كذلك غاب رئيس بنك طوكيو ميتسوبيشي ولكن حضر نائبة للفعاليات. وستيف كيس المؤسس المشارك لـ إيه أو إل ورئيس مؤسسة Case، ورئيس البنك الدولي جيم يونغ كيم، والرئيس التنفيذي لشركة بلاكستون ستيفن شوارزمان، وماجاي بانغا الرئيس التنفيذي لشركة ماستركارد ولكن حضر من ينوب عنه.
- اليوم الأول: تم توقيع صفقات بأكثر من 50 مليار دولار في قطاعات النفط والغاز والصناعات والبنية التحتية، وتشمل الصفقات إنشاء مصهر للنحاس والزنك والرصاص مع مجموعة ترافيجورا في مدينة رأس الخير، وإتفاقا مشتركا لتشييد مجمع بتروكيماويات متكامل مع شركة بان آسيا الصينية في جازان، ومنطقة لأنشطة المصب ضمن المرحلة الثانية من مصفاة ساتورب المملوكة ملكية مشتركة بين أرامكو السعودية وتوتال،[4] واستثمارات في محطات الوقود بين أرامكو وتوتال أيضا.[14] ومذكرة تفاهم للاستثمار المشترك في السعودية والصين، مع شركة نورنكو الصينية، ومذكرة تفاهم مع شركة سي سي إي سي سي (CCECC) الصينية لتنفيذ مشروع الجسر البري الذي يربط سواحل السعودية الغربية بسواحلها الشرقية عن طريق المرور بالخط الحديدي القائم بين الرياض والدمام، حيث من المتوقع أن تتجاوز قيمة الاستثمار في هذا المشروع الضخم مبلغ 10.6 مليار دولار.[20] واتفاق يهدف إلى تصنيع عربات الشحن للخطوط الحديدية في السعودية بين الشركة السعودية للخطوط الحديدية وشركة جرين براير الأميركية، وتوقيع اتفاقية أخرى من قبل صندوق الاستثمارات العامة والمؤسسة العامة للخطوط الحديدية من جهة والتحالف الإسباني من جهة أخرى للبدء بالمرحلة الثانية من تطوير مشروع قطار الحرمين السريع.[22] وفيما يخص الصناعات التحويلية وقعت السعودية اتفاق إطاري للاستثمار في مصنعين للصناعات التحويلية في مدينة الجبيل الصناعية، مع شركة فلكسجن لتطوير صناعة المطاط؛ وإنشاء مصنع للكيميائيات مع شركة هاليبيرتون الأميركية، الذي سيتم بناؤه في مجمع «بلاسكيم» في الجبيل، كما تم توقيع اتفاق استثماري لإنشاء وحدة مرافق خدمية مركزية مستدامة في مجمع الصناعات الكيميائية والتحويلية (بلاسكيم) في الجبيل، مع شركة فيوليا الفرنسية، بينما وَقّعت شركة أرامكو السعودية عدداً من الاتفاقات ومذكرات التفاهم مع مجموعةٍ من الشركاء الدوليين، ومنها اتفاقٌ لمجمع التحويل إلى غاز (التغويز) والطاقة الكهربائية في جازان، مع شركة أكوا باور السعودية، وشركة أيربرودكت الأميركية، ومذكرة تفاهم للاستثمار في تطوير مصفاة بترورابغ، بين أرامكو السعودية وشركة سوميتومو كيميكال اليابانية،[23] ومذكرة تفاهم للاستثمار المشترك في مصفاة هيونداي، ومشروع مجمع الملك سلمان العالمي للصناعات والخدمات البحرية مع شركة هيونداي الكورية؛ واتفاقية استثمار مشترك لتصنيع منصات الحفر البري ومعداته في السعودية مع شركة إن أو في الأميركية، ومذكرة تفاهم للاستثمار في معدات ومنشآت الحفر مع شركة شلمبرجير الأميركية، ومذكرة تفاهم للاستثمار في خدمات ومعدات وتقنيات حقول الزيت، مع شركة بيكر هيوز جنرال إلكتريك الأميركية، ومذكرة تفاهم للاستثمار في تقنيات ومُمكّنات حقول الزيت، مع شركة هاليبيرتون الأميركية، ومذكرة تفاهم للاستثمار في مجال وإنشاءات وتركيبات المناطق المغمورة، مع شركة الإنشاءات البترولية الوطنية الإماراتية؛ ومذكرة تفاهم للاستثمار في مُنشأة للأنابيب البلاستيكية الحرارية المقوّاة، مع شركة فلكس ستيل؛ ومذكرة تفاهم للاستثمار في منشأة لكيميائيات الحفر، مع شركة قمبرو؛[24] ومذكرة تفاهم للاستثمار في مواد التسليح غير المعدنية، مع شركة بلترون النيوزيلندية وقّعت شركة سابك، مع شركة «رواق الصناع» السعودية، وشركة شمتد الألمانية، مذكرة تفاهم لإنشاء شراكة لتطوير مشروع صناعي لإنتاج مادة السيليكون فائق النقاء ومشتقاته، كذلك مذكرة تفاهم أخرى مع نفس الأطراف لإنشاء شراكة لتطوير مشروع صناعي لإنتاج بطاريات لتطبيقات تخزين الطاقة على نطاق واسع مع توطين التقنية محليا.[25]
- اليوم الثاني: احتل موضوع الأسواق المالية مكان الصدارة في اليوم الثاني من فعاليات مبادرة مستقبل الاستثمار، حيث اجتمع نخبة من المستثمرين العالميين وأثروا الجلسات الحوارية بمشاركة آراءهم حول مستقبل الأسواق المالية وجمع الاستثمارات.[26] وتحدث ولي العهد السعودي الأمير محمد بن سلمان آل سعود عن التطورات التنموية في الدول العربية، وقال: «الدول العربية شهدت تطورا كبيرا على مستوى اقتصادها في السنوات الماضية، والشرق الأوسط سيكون أوروبا الجديدة خلال 5 سنوات قادمة»، مضيفا «هذه حربي التي أقودها ولا أريد أن أفارق الحياة إلا وأنا أرى الشرق الأوسط مثل أوروبا».[27]
- اليوم الثالث: أعلن رئيس صندوق الاستثمارات المباشرة الروسي كيريل دميتريف عن رغبة السعودية بالانضمام إلى الصندوق الروسي الصيني للاستثمار، وسيتم تغيير اسم الصندوق ليصبح الصندوق الروسي الصيني السعودي.[28] وأعلن وزير النقل السعودي نبيل بن محمد العامودي، عن طرح مناقصة لبناء جسر مع البحرين موازيًا لجسر الملك فهد.[29] وأعلن جون باجانو الرئيس التنفيذي لشركة البحر الأحمر للتطوير إن من المقرر بدء تنفيذ مشروع البحر الأحمر السياحي السعودي في 2019 وافتتاح المرحلة الأولى في 2022.[22] واعلن وزير الطاقة خالد الفالح إنه يتوقع استكمال تفاصيل صفقة شراء حصة في سابك خلال النصف الأول من 2019،[30] وأن السعودية تتوقع جذب استثمارات بأكثر من 1.6 تريليون ريال (427 مليار دولار) بحلول 2030 وذلك في إطار مساعيها لتعزيز الصناعة.[31] كذلك قالت الهيئة السعودية العامة للاستثمار إن حكومة السعودية وقعت صفقات قيمتها 4.4 مليار دولار لتطوير قطاعي الإسكان والإنشاءات.[3][23] وأعلن نظمي النصر الرئيس التنفيذي لمشروع مدينة نيوم أنه سيتم تشغيل أول مطار في نيوم قبل نهاية 2018 وتسيير رحلات أسبوعية إليه مع مطلع عام 2019 لتسهيل عملية التنقل من وإلى نيوم، وذلك ضمن مخطط عام لإنشاء شبكة مطارات في نيوم أحدها سيكون مطاراً دولياً على طراز عالمي، كلك أعلن أن المدينة ستوفر دخل سنوي يقدر بنحو 100 مليار دولار.[32]

## نسخة 2019
انطلقت النسخة الثالثة من المبادرة في 29 أكتوبر 2019 واستمرت لمدة ثلاثة أيام في العاصمة الرياض، وشارك فيها نحو 300 متحدث من 30 دولة، وبلغت نسبة ممثلي قارة أمريكا الشمالية 39%، ومن أوروبا 20%، ومن آسيا 19%، بينما كانت نسبتهم من دول منطقة الشرق الأوسط قرابة 15%، كما سجل أكثر من 6 آلاف شخص حضورهم. شارك في الفعاليات عدد من القادة والسياسيين من أبرزهم رئيس البرازيل جايير بولسونارو، ورئيس وزراء بوركينا فاسو كريستوف جوزيف ماري دابيري، ورئيس وزراء الهند ناريندرا مودي، وملك الأردن عبد الله الثاني، ورئيس كينيا أوهورو كينياتا، ورئيس النيجر محمدو إيسوفو، ورئيس نيجيريا محمدو بخاري، ورئيس سيراليون جوليوس مادا بيو. كما شارك فيها وزير الخزانة الأمريكي ستيفن منوشين، ووزير الطاقة الأمريكي ريك بيري، وكبير مستشاري البيت الأبيض جاريد كوشنر. ومن أبرز قادة الأعمال المشاركين ماسايوشي سون، المؤسس والرئيس التنفيذي في شركة سوفت بانك، اليابان؛ باتريس كين، رئيس مجلس الإدارة والرئيس التنفيذي في مجموعة تاليس (فرنسا)؛ جون باغانو، الرئيس التنفيذي في مشروع تطوير البحر الأحمر، لاري فينك، المؤسس ورئيس مجلس الإدارة والرئيس التنفيذي في شركة بلاك روك (الولايات المتحدة الأمريكية)؛ نويل كين، الرئيس التنفيذي لمجموعة إتش إس بي سي القابضة (المملكة المتحدة)؛ ستيفن شوارزمان، الرئيس التنفيذي والمؤسس المشارك في مجموعة ذا بلاك ستون (الولايات المتحدة الأمريكية)؛ تيجاني تيام، الرئيس التنفيذي في مجموعة كريديه سويس، (سويسرا)، كما شهدت الجلسات مشاركة عدد من رؤساء الحكومات السابقين في دول من مجموعة العشرين؛ وهم رئيس الوزراء الأسبق في المملكة المتحدة ديفيد كاميرون، ورئيس الوزراء الأسبق في فرنسا فرانسوا فيون، ورئيس الوزراء الإيطالي السابق ماتيو رينزي، ورئيس الوزراء الأسبق في أستراليا كيفن رود.
شهدت فعاليات المؤتمر 47 جلسة ومحورا وورشة عمل وثلاثة قمم داخل المنتدى، شارك فيها 49 جهة، منها 12 جهة ضمن الشركات العالمية الرائدة في مجال الخدمات الاستشارية، و21 جهة تكنولوجية عالمية بالإضافة إلى 16 شريكا استراتيجيا، وجرى توقيع 26 اتفاقية تزيد قيمتها الإجمالية على 20 مليار دولار. وناقشت جلسات اليوم الأول التحديات الرئيسة أمام مستقبل الاستثمار، ومفهوم الاستثمار من أجل التأثير، والتنافسية في ظل الاقتصاد الجديد، إضافة إلى ملف الذكاء الاصطناعي، فيما تمحورت نقاشات اليوم الثاني حول أهمية خلق منصات عالمية ونماذج جديدة وحديثة يمكنها التعامل مع قضايا المستقبل وركزت على مستقبل الاستثمار في التكنولوجيا، واستكشاف الفضاء، وقضايا البيئة والطاقة والرياضة، واختُتم المنتدى، في يومه الثالث، بمناقشة قضايا الشمول المالي، والقيمة التي تتحقق على المدى الطويل من الاستثمار في شركات ومشروعات تقودها السيدات، والأطر الجديدة التي من شأنها أن تعزز التماسك الاجتماعي في ظل التحولات المجتمعية المتسارعة.

## نسخة 2020
فعاليات الدورة الرابعة من المبادرة انعقدت افتراضيًا في يناير من العام 2021، عبر عدة مراكز عالمية، وشهدت مشاركة 200 متحدث و15 ألف متابع من نحو 130 دولة مختلفة، وواكبتها فعاليات انعقدت بالحضور الفعلي لكوكبة من القيادات الحكومية والشخصيات البارزة من مختلف القطاعات والصناعات، وذلك بمقر المبادرة في الرياض، عاصمة المملكة العربية السعودية.

## نسخة 2021
انطلقت فعاليات الدورة الخامسة من المبادرة في الفترة من 26 إلى 28 أكتوبر 2021 بالرياض، تحت شعار “الاستثمار في الإنسانية”. جمع هذا الحدث القادة والخبراء والمستثمرين والمبتكرين وأبرز الشخصيات الإعلامية من جميع أنحاء العالم، وسيستكشف الحلول الرائدة التي تتصدى للتحديات المجتمعية وتعمل على تشجيع الجهود الرامية إلى تحقيقها، إذ تعد المبادرة منصة عالمية فعالة في تعزيز التعاون والتآزر الدولي لأجل إحداث التأثير المنشود في مستقبل الإنسانية. شهدت هذه الدورة تسلّم 44 شركة عالمية تراخيص مقراتها الإقليمية لمزاولة نشاطها في المملكة العربية السعودية، وذلك ضمن برنامج جذب المقرات الإقليمية للشركات العالمية الذي تشرف عليه وزارة الاستثمار والهيئة الملكية لمدينة الرياض.

## نسخة 2022
انطلقت فعاليات النسخة السادسة من المبادرة في الفترة من 25 إلى 27 أكتوبر 2022، في الرياض تحت شعار «الاستثمار في الإنسانية: تمكين نظام عالمي جديد»، بمشاركة عدد من الرؤساء التنفيذيين وقادة القطاع المالي والاستثمار، وشهدت النسخة السادسة نجاح تداول 1.4 مليون طن من الكربون في المزاد الأكبر من نوعه على مستوى العالم، وإطلاق برنامج العضوية الحصري الجديد، الذي يمنح المستثمرين العالميين وصُناع التغيير فرصة للانضمام إلى المجتمع المتنامي؛ إذ سيوفر برنامج العضوية إمكانية الوصول إلى منصة المعرفة الخاصة به، وجميع الفعاليات، التي تتضمن مجموعة واسعة من التقارير والأبحاث الرائدة عالميًّا من الجامعات والمنظمات العالمية، وإطلاق «جائزة Algoritmi» بدعم من ناشر الأبحاث العالمي Springer Nature؛ بغرض إنشاء جائزة العلوم والتكنولوجيا السنوية للاحتفال بالذكاء الاصطناعي (AI) وأبحاث الروبوتات التي لديها القدرة على إنتاج حلول واقعية لمواجهة التحديات العالمية، وستركز الجائزة على موضوعات مثل الأمن الغذائي والمائي، والرعاية الصحية، والطاقة وتغيُّر المناخ.. وسيحصل الفائزون فيها على تمويل لتطوير التكنولوجيا الخاصة بهم، وتوسيع نطاقها.